# Бранськ (гміна)
Гміна Бранськ (пол. Gmina Brańsk) — сільська гміна у східній Польщі. Належить до Більського повіту Підляського воєводства.
Станом на 31 грудня 2011 у гміні проживало 6284 особи.

## Територія
Згідно з даними за 2007 рік площа гміни становила 227.30 км², у тому числі:
- орні землі: 78.00%
- ліси: 15.00%

Таким чином, площа гміни становить 16.41% площі повіту.

## Населення
Станом на 31 грудня 2011:
| Опис     | Загалом | Загалом | Чоловіки | Чоловіки | Жінки | Жінки |
| -------- | ------- | ------- | -------- | -------- | ----- | ----- |
| одиниця  | осіб    | %       | осіб     | %        | осіб  | %     |
| все      | 6284    | 100     | 3247     | 51.67    | 3037  | 48.33 |
| міське   | 0       | 100     | 0        |          | 0     |       |
| сільське | 6284    | 100     | 3247     | 51.67    | 3037  | 48.33 |

## Сусідні гміни
Гміна Бранськ межує з такими гмінами: Більськ-Підляський, Ботьки, Вишки, Городиськ, Дідковичі, Клюково, Нові Пекути, Посвентне, Рудка, Шепетово.